# Asa van Juda
Asa (Hebreeuws: אָסָא, Asa) was koning van het koninkrijk Juda. Hij volgde zijn vader Abiam op. Over zijn leven staat in de Hebreeuwse Bijbel geschreven in 1 Koningen 15 en in 2 Kronieken 13-16. Zijn regeerperiode wordt tegenwoordig gedateerd op 913 v.Chr. tot 873 v.Chr. of van 911 v.Chr. tot 870 v.Chr..
Asa wordt beschreven als een goede koning. Hij was actief in het vernietigen van afgodsbeelden en joeg mannen die in de tempel prostitutie bedreven hadden het land uit. Hij ontnam zelfs zijn grootmoeder Maächa de titel van koningin, omdat ze een afgodsbeeld had laten maken.
De eerste tien jaar van Asa's regeerperiode heerste er rust in Juda. Asa gebruikte deze periode om de steden in Juda te versterken. Daarnaast richtte hij een groot leger op. Na tien jaar werd Juda aangevallen door de Nubiërs. De oorlog werd echter overtuigend door Juda gewonnen. Hierna leefde Juda 25 jaar in vrede, totdat koning Basa van Israël Juda aanviel. Asa sloot daarop een bondgenootschap met koning Benhadad I van Aram, die zijn hoofdstad in Damascus had. Samen versloegen ze Israël. Toen de profeet Chanani Asa kwam vertellen dat hij er fout aan had gedaan om met Aram een bondgenootschap te sluiten, ontstak Asa in woede. Hij liet Chanani opsluiten en beging wreedheden tegen zijn volk. Korte tijd later werd Asa getroffen door een ziekte aan zijn voet, waardoor hij slecht ging lopen. Hij overleed twee jaar later en werd opgevolgd door zijn zoon Josafat. Asa werd begraven in de Davidsburcht in Jeruzalem.